# 泰斯蒂科
泰斯蒂科（義大利語：Testico），是意大利萨沃纳省的一个市镇。总面积10.15平方公里，人口222人，人口密度21.9人/平方公里（2009年）。ISTAT代码为009060。